# 阿什顿庄园
阿什顿庄园（Ashton Court）是英格兰布里斯托尔以西的一座宅第。虽然该庄园主要位于北萨默塞特，却归布里斯托尔市所有。宅第和马厩均列为 I级 登录建筑。
阿什顿庄园的历史可追溯到11世纪，从16世纪到20世纪，由斯密斯家族所有，每一代人都进行了改建。汉弗莱·雷普顿在19世纪初进行了景观美化。在第一次世界大战中，它被用作军医院。1936年，用作皇家表演的场地，第二次世界大战期间用作军队中转营。1946年，斯密斯家族绝嗣，宅邸失修，1959年由布里斯托市议会收购。

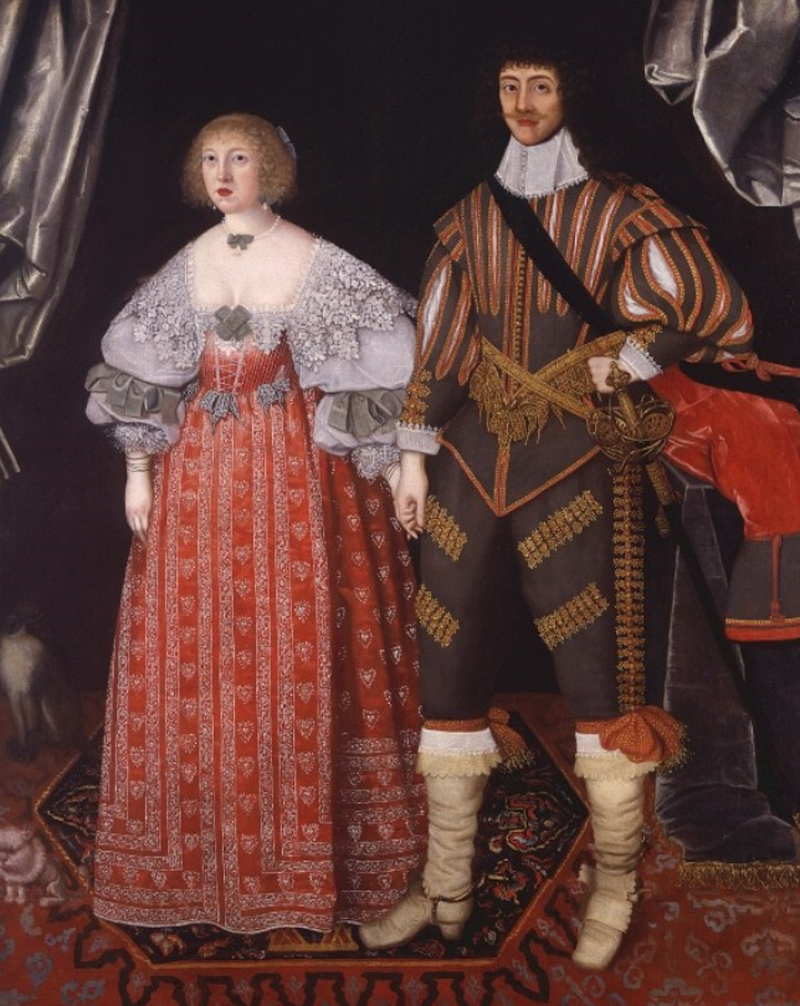
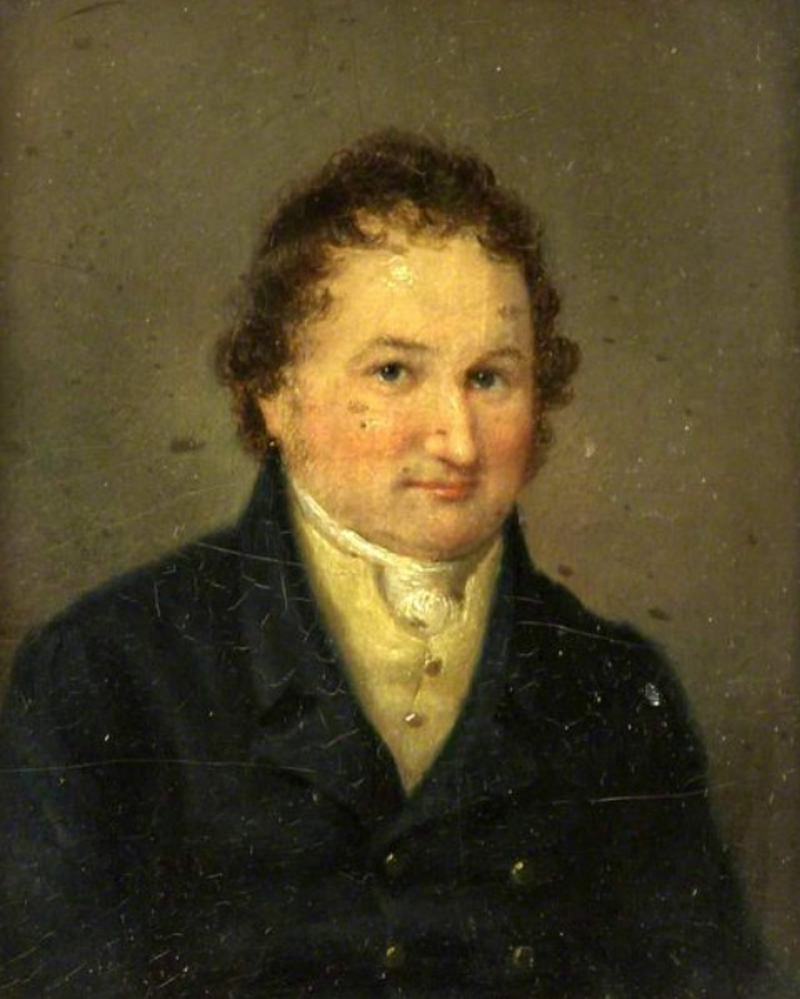
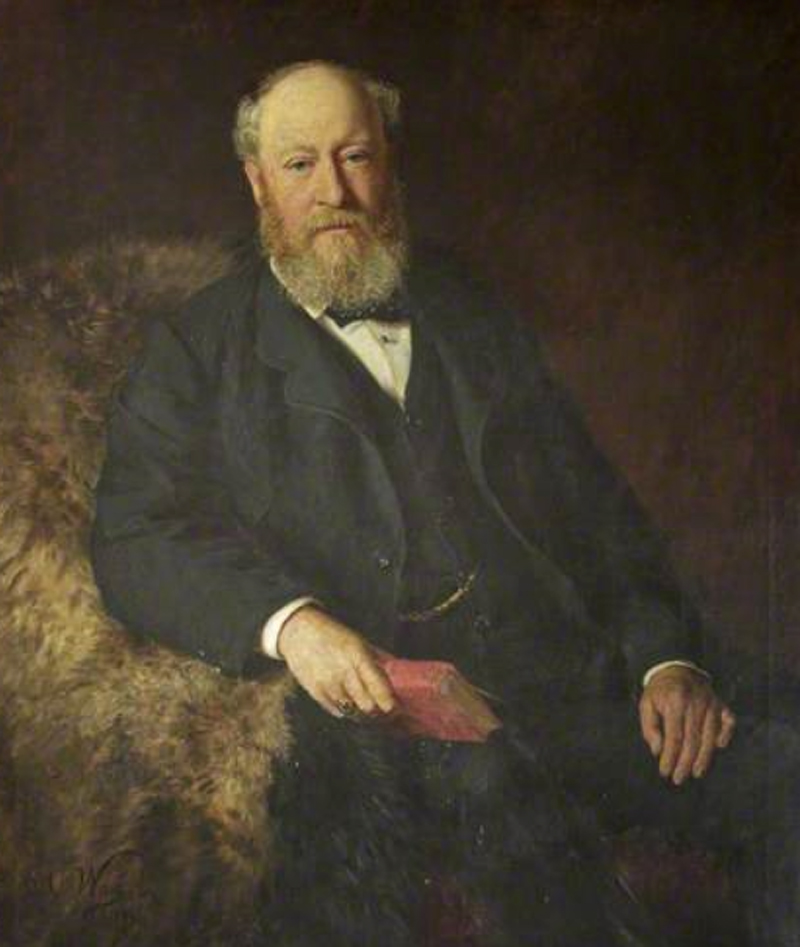
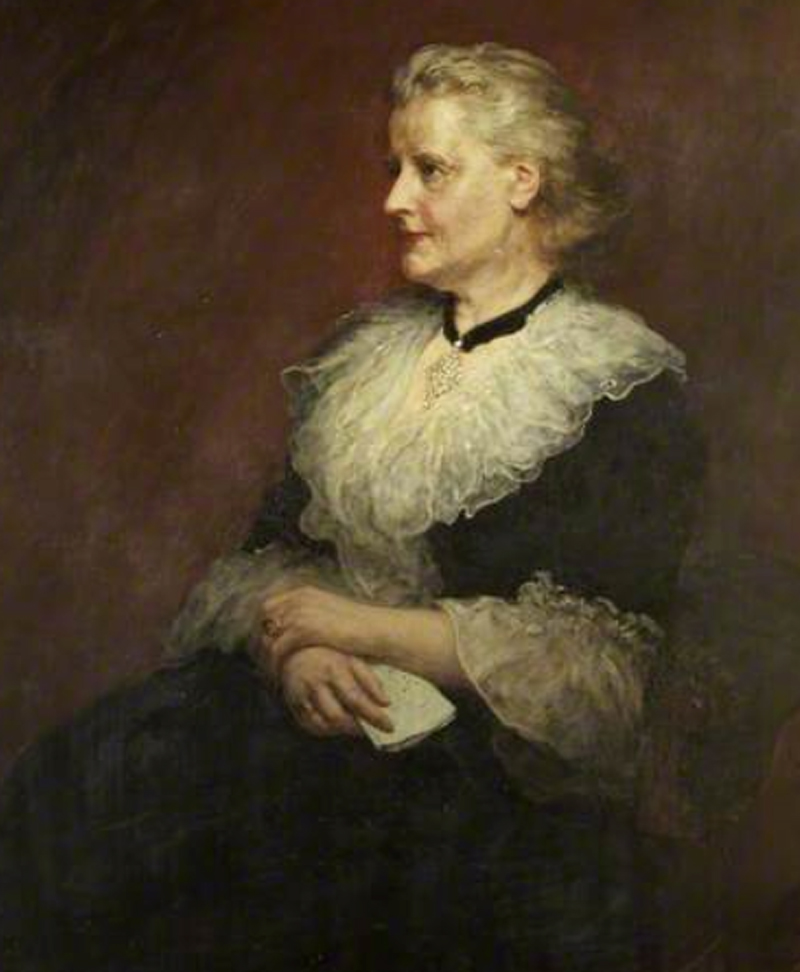
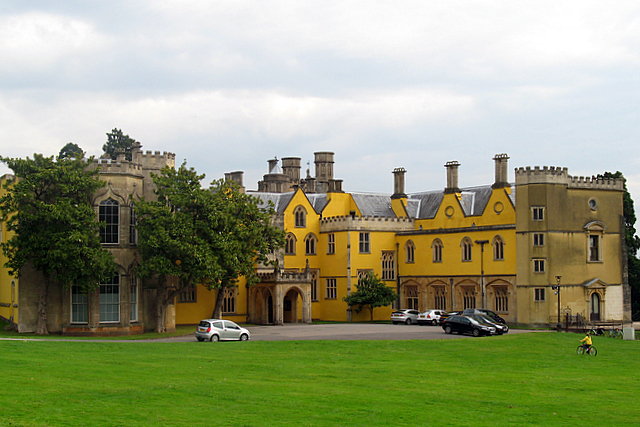
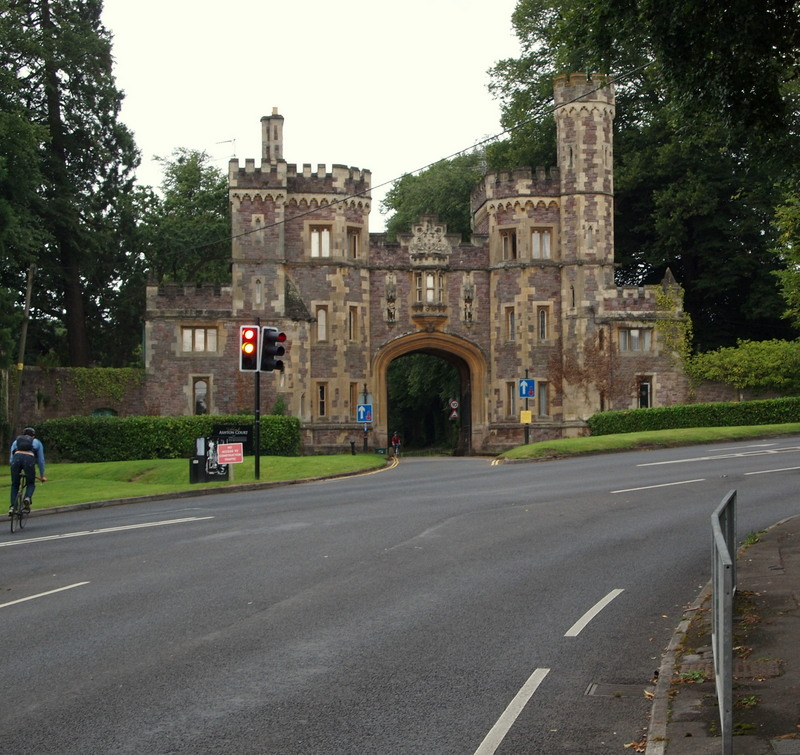
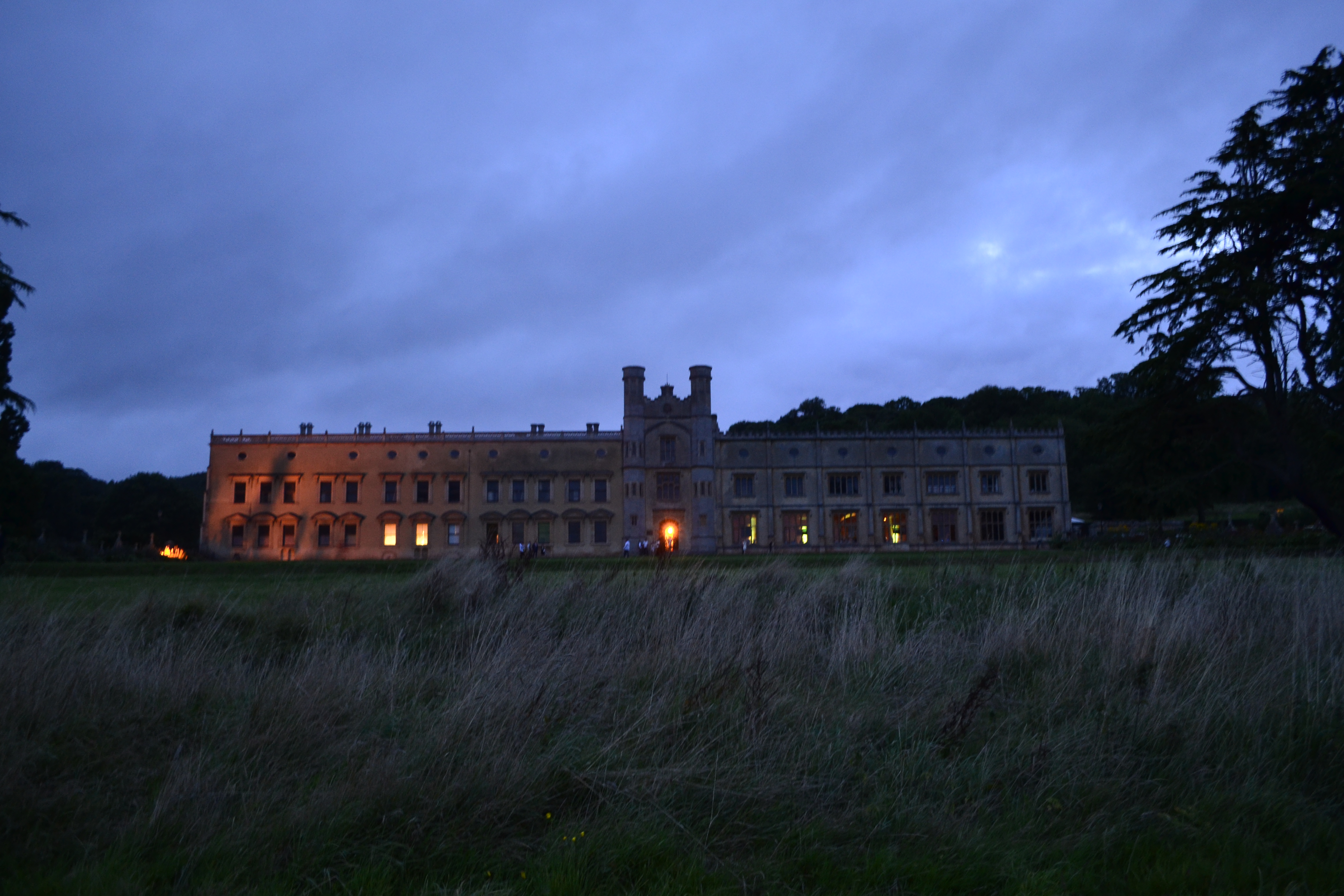
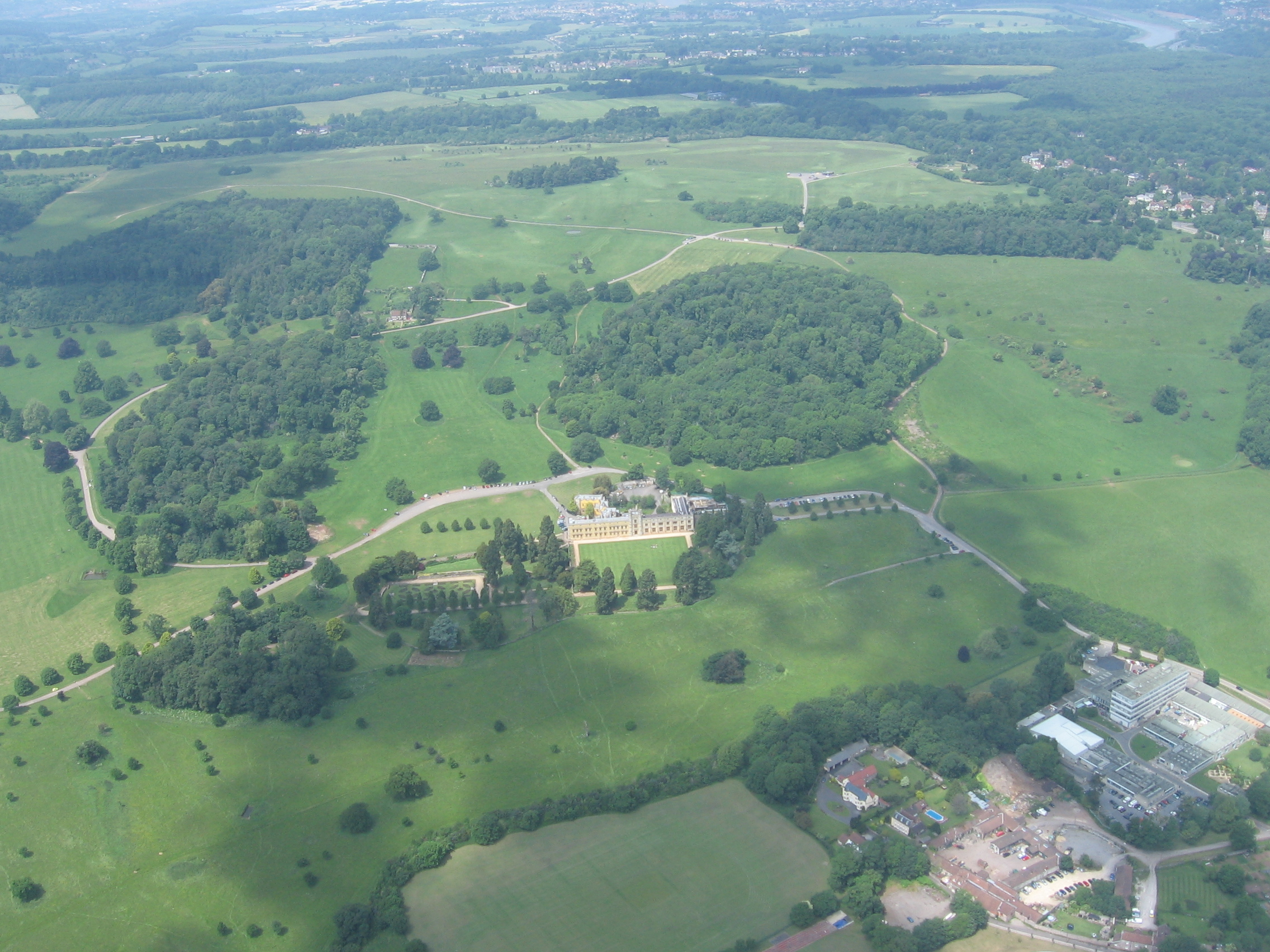